# The Fly (U2)
The Fly is een nummer van de Ierse band U2.
Het nummer werd samen met de nummers Alex Descends into Hell for a Bottle of Milk/Korova 1 en The Lounge Fly Mix als single in november 1991.
Dit nummer is de eerste single afkomstig van het album Achtung Baby. Er is een liveversie te vinden op de dvd Zoo-TV: Live from Sydney. U2 speelde dit nummer tijdens het openingsconcert van de ZOO-TV-tour op 29 februari 1992 in Lakeland in Florida.

## Covers
De volgende artiesten hebben The Fly gecoverd:
- Blake Carrington
- Studio 99
- The Joshua Trio

PM Dawn heeft een sample van het nummer gebruikt voor hun nummer Fly Me To The Moon.
Bono · The Edge · Adam Clayton · Larry Mullen jr.